# Ātdarrasī
Ātdarrasī (persiska: آتدرّسی, Ātdarrahsī) är en ort i Iran.   Den ligger i provinsen Västazarbaijan, i den nordvästra delen av landet, 400 km väster om huvudstaden Teheran. Ātdarrasī ligger 1 894 meter över havet och antalet invånare är 121.
Terrängen runt Ātdarrasī är huvudsakligen kuperad. Ātdarrasī ligger nere i en dal.Runt Ātdarrasī är det ganska glesbefolkat, med 22 invånare per kvadratkilometer. Närmaste större samhälle är Ḩeydar Bāghī, 2,7 km sydost om Ātdarrasī. Trakten runt Ātdarrasī består i huvudsak av gräsmarker.